# Chorthippus moreanus
Chorthippus moreanus är en insektsart som beskrevs av Willemse, F.M.H., O. von Helversen och Odé 2009. Chorthippus moreanus ingår i släktet Chorthippus och familjen gräshoppor. Inga underarter finns listade i Catalogue of Life.